# Salix planifolia
Salix planifolia — вид квіткових рослин із родини вербових (Salicaceae).

## Морфологічна характеристика
Це дерево чи кущ 0.1–9 метрів заввишки (іноді утворює клони відводками). Стебла лежачі. Гілки жовто-коричневі, червоно-коричневі чи фіолетові, не сильно сизуваті, голі чи запушені; гілочки жовто-бурі, червоно-бурі чи фіолетові, голі, волосисті, запушені, помірно щільно ворсинчасті чи коротко-шовковисті. Листки на ніжках 2–9(13) мм; найбільша листкова пластина вузько видовжена, вузько-еліптична, еліптична або зворотно-ланцетна; краї іноді злегка закручені в основі, цілі чи, іноді, зубчасті чи пилчасті; верхівка гостра, загострена чи опукла; абаксіальна (низ) поверхня сиза, гола чи рідко шовковиста, волоски (білі, іноді також залозисті) прямі чи хвилясті; адаксіальна поверхня сильно глянцева, гола чи рідко коротко-шовковиста; молода пластинка червонувата чи жовтувато-зелена, гола, запушена чи густо-довго-шовковиста абаксіально, волоски білі, іноді також залозисті. Сережки квітнуть до появи листя: тичинкові 12–41 × 10–20 мм, маточкові 15–67 (70 у плодах) × 8–18 мм. Коробочка (2.5)5.5–6 мм. 2n = 76, 57. Цвітіння: початок травня — кінець червня.

## Середовище проживання
Сен-П'єр і Мікелон, США (Вайомінг, Вісконсин, Вашингтон, Вермонт, Юта, Південна Дакота, Орегон, Нью-Мексико, Нью-Гемпшир, Невада, Монтана, Аляска, Аризона, Каліфорнія, Колорадо, Айдахо, Луїзіана, Мен, Мічиган, Міннесота) і Канада (Квебек, о. Принца Едуарда, Онтаріо, Нунавут, Нова Шотландія, Північно-Західні території, о. Ньюфаундленд, Нью-Брансвік, Манітоба, Лабрадор, Британська Колумбія, Альберта, Саскачеван, Юкон). Населяє арктичні, альпійські, субальпійські та бореальні луки та береги річок, струмки, снігові зони, лісові болота, болотисті місцевості, супіщані, кам'янисті магматичні та вапнякові субстрати; 100–4000 метрів.

## Використання
Рослина збирається з дикої природи для місцевого використання для виготовлення кошиків. Використовується в схемах стабілізації ґрунту на вологих ґрунтах, особливо на берегах річок, де він захищає береги від ерозії.